# Pjetër Arbnori
Pjetër Arbnori, właśc. Pjetër Filip Toma (ur. 18 stycznia 1935 w Durrësie, zm. 8 lipca 2006 w Neapolu) – albański polityk i więzień sumienia.

## Życiorys
Pochodził z rodziny katolickiej. Był synem oficera żandarmerii albańskiej Filipa Tomy, zamordowanego w 1942 przez partyzantów komunistycznych oraz Gjystiny. Po ukończeniu szkoły średniej podjął pracę nauczyciela w małej wiejskiej szkółce, ale został powołany do wojska i z powodu „złego pochodzenia” nie mógł już wrócić do pracy w szkole. Po zakończeniu służby wojskowej przyjechał do Durrësu i zaczął pracować jako robotnik rolny. Używając sfałszowanych dokumentów na nazwisko Pjeter Arbnori dostał się na studia na Uniwersytecie Tirańskim, które zakończył po trzech latach. Aresztowany przez Sigurimi w 1961, kiedy podjął próbę stworzenia nielegalnej organizacji socjaldemokratycznej. W sierpniu 1962 sąd skazał go na karę śmierci, ale egzekucję wstrzymano i zamieniono ją na karę 25 lat więzienia. Większość kary odbywał w więzieniu w Burrelu. Wyszedł na wolność w sierpniu 1989, po odsiedzeniu 28 lat. 14 stycznia 1990 wziął udział w demonstracjach w Szkodrze, w czasie których obalono pomnik Stalina. W 1991 wstąpił do Demokratycznej Partii Albanii i współtworzył struktury tej partii w Szkodrze. Po wyborach 1992 został przewodniczącym parlamentu albańskiego. W parlamencie zasiadał do 2001.
W 1993 został oskarżony przez byłego funkcjonariusza tajnej policji, Luana Pobratiego, że był współpracownikiem Sigurimi i zarejestrowano go pod pseudonimem Koromanja, ale zarzuty te nie znalazły potwierdzenia w dokumentach. W sierpniu 1997 jego protest głodowy trwający trzy tygodnie doprowadził do uchwalenia tzw. poprawki Arbnoriego, gwarantującej opozycji dostęp do mediów publicznych. Zmarł na chorobę wieńcową.
Oprócz wspomnień i powieści miał na swoim koncie tłumaczenia z języka francuskiego.
Pośmiertnie został odznaczony orderem Matki Teresy, a w 2011 orderem Nderi i Kombit (Honor Narodu). Otrzymał także tytuł Męczennika za Demokrację (Pishtar i Demokracise). W 2007 jego imieniem nazwano nagrodę przyznawaną przez Narodowe Centrum Kultury za wybitne osiągnięcia literackie. W lipcu 2018 przy budynku parlamentu albańskiego odsłonięto popiersie Arbnoriego. Jego imię nosi jedna z ulic w północnej części Tirany, a także ulice w Szkodrze i w Kamzie.
Był żonaty (żona Suzana), miał dwoje dzieci (Filip i Justina).

## Twórczość literacka
- 1992: Nga jeta në burgjet komuniste (Życie w komunistycznych więzieniach)
- 1993: Kur dynden vikingët (Kiedy nadchodzą Wikingowie, opowiadania)
- 1993: Mugujt e mesjetës (Mroki średniowiecza, powieść)
- 1994: Bukuroshja me hijen (Piękność w cieniu, opowiadania)
- 1995: E bardha dhe e zeza (Białe i czarne, powieść)
- 1996: E panjohura. Vdekja e Gëbelsit
- 1997: Vorbulla (powieść)